# ヤン・アブラハムスゾーン・ベールストラーテン
ヤン・アブラハムスゾーン・ベールストラーテン（Jan Abrahamsz. Beerstraaten、名前は Johannes とも、姓はBeerstrat や Bierstratenとも、1622年3月1日（洗礼日）- 1666年7月1日（埋葬日））は、オランダの画家である。海洋画や都市の風景などを描いた。

## 略歴
アブラハム・ダニエルスゾーン（Abraham Danielsz. ）というアムステルダムの織物製造の家の息子に生まれた 。1642年に結婚し、画家になった2人の息子、アントニー・ベールストラーテン（Anthonie Beerstraaten: 1637年生まれ、1665年以前に没)やアブラハム・ベールストラーテン（Abraham Beerstraaten: 1643年生まれ、1666年以降に没）らが生まれた。19世紀の美術史家のアブラハム・ブレディウス（Abraham Bredius: 1855 –1946）によれば、1649年にはアムステルダムの Haarlemmerdijkという町に住んでいた。その後アムステルダムに邸を買った。
海洋画家のピーター・コルネリスゾーン・ファン・ゾースト（Pieter Corneliszt. van Soest: 活動期間1640–1667）の弟子であったとされる。海洋画家として知られていて、第一次英蘭戦争（1652年 - 1654年）やカール・グスタフ戦争（1657年 - 1660年）の海戦などを描き、アムステルダムの港や街並みなどオランダの多くの都市や村の風景を描いた 。1652年のアムステルダムの旧市庁舎の火災の目撃者となり、火災後の様子も描いた。
1662年に長男とともにフリースラントやフローニンゲンなどオランダの多くの場所を旅した。
最初の妻が1664年に娘の出産時に亡くなった後、1665年4月に38歳の女性と再婚したが、1665年に妻が亡くなり、1666年7月に流行していたペストで亡くなったと考えられている。

## 作品

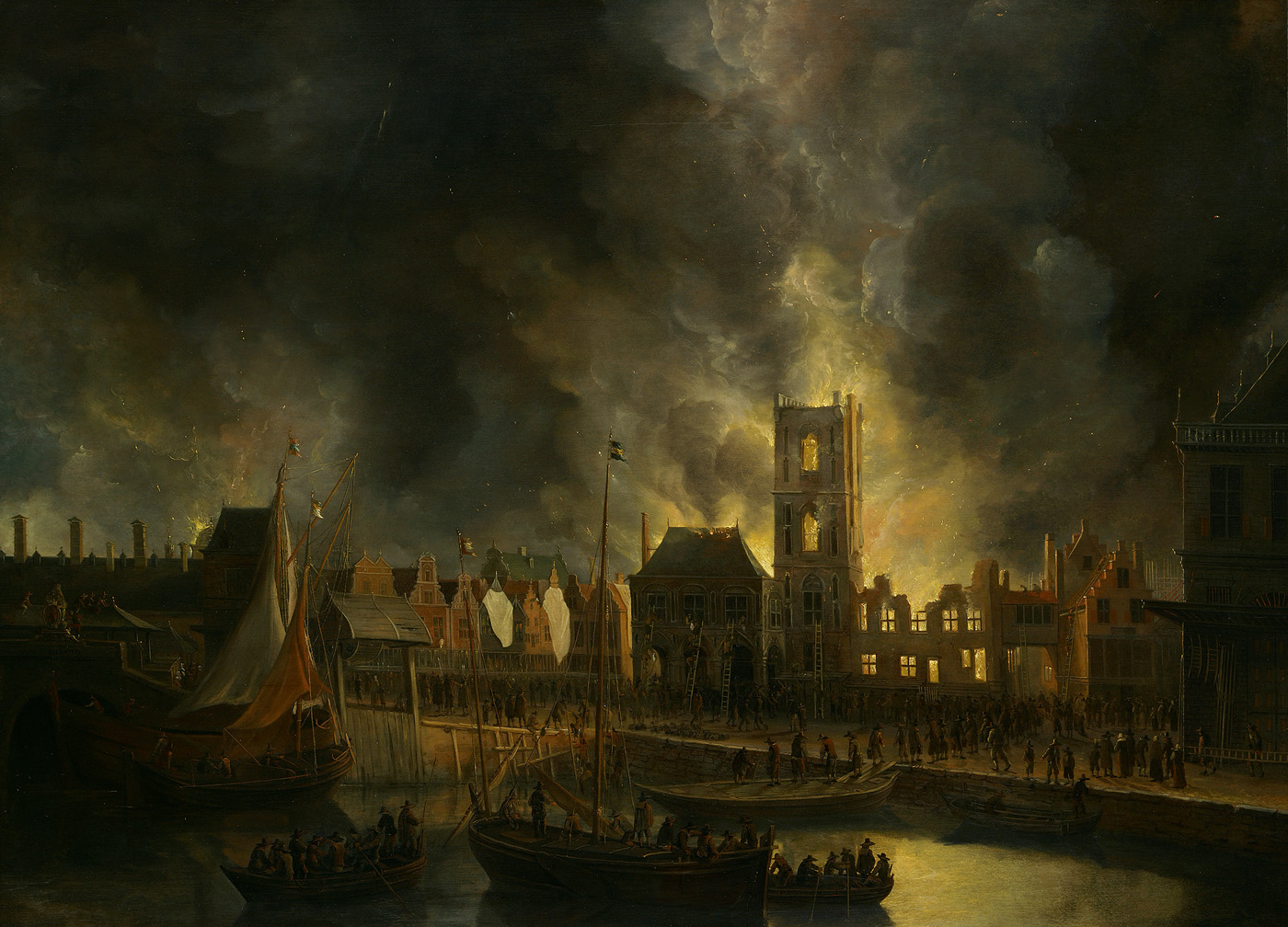
アムステルダム旧市庁舎の火災 (1652) アムステルダム博物館
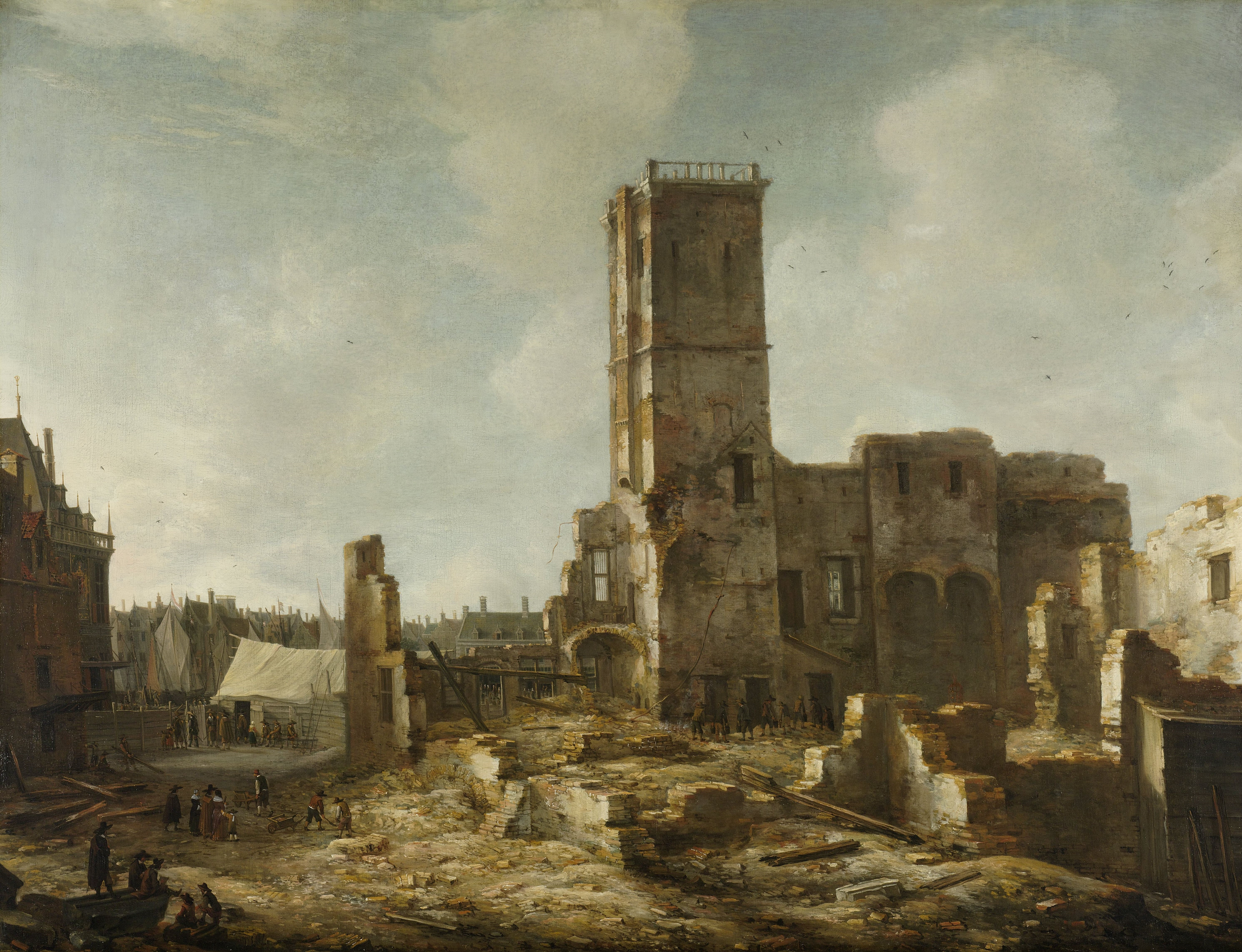
焼け落ちたアムステルダム旧市庁舎 (1652) アムステルダム国立美術館
海岸風景 スウェーデン国立美術館
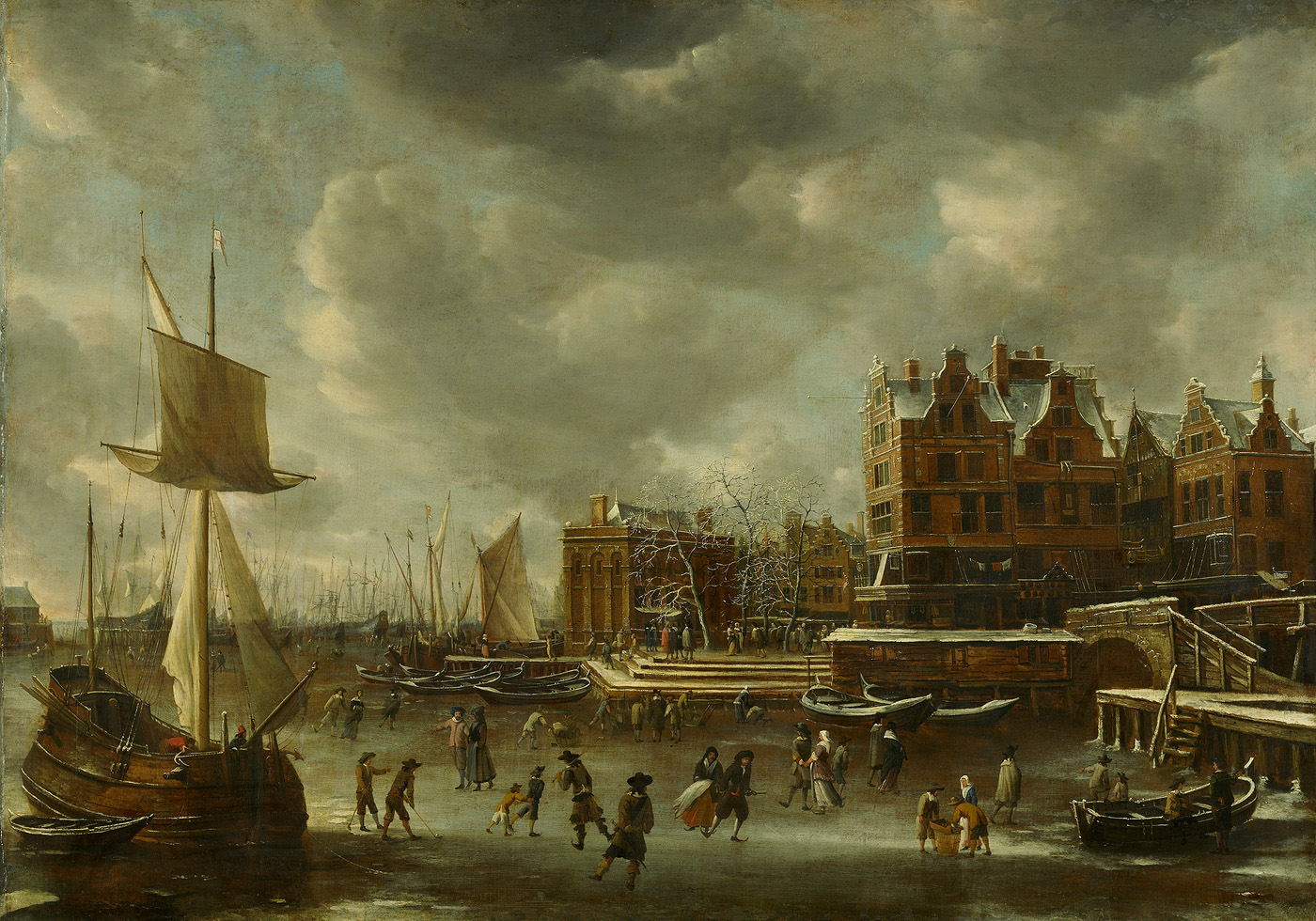
冬のアイ湾 アムステルダム博物館
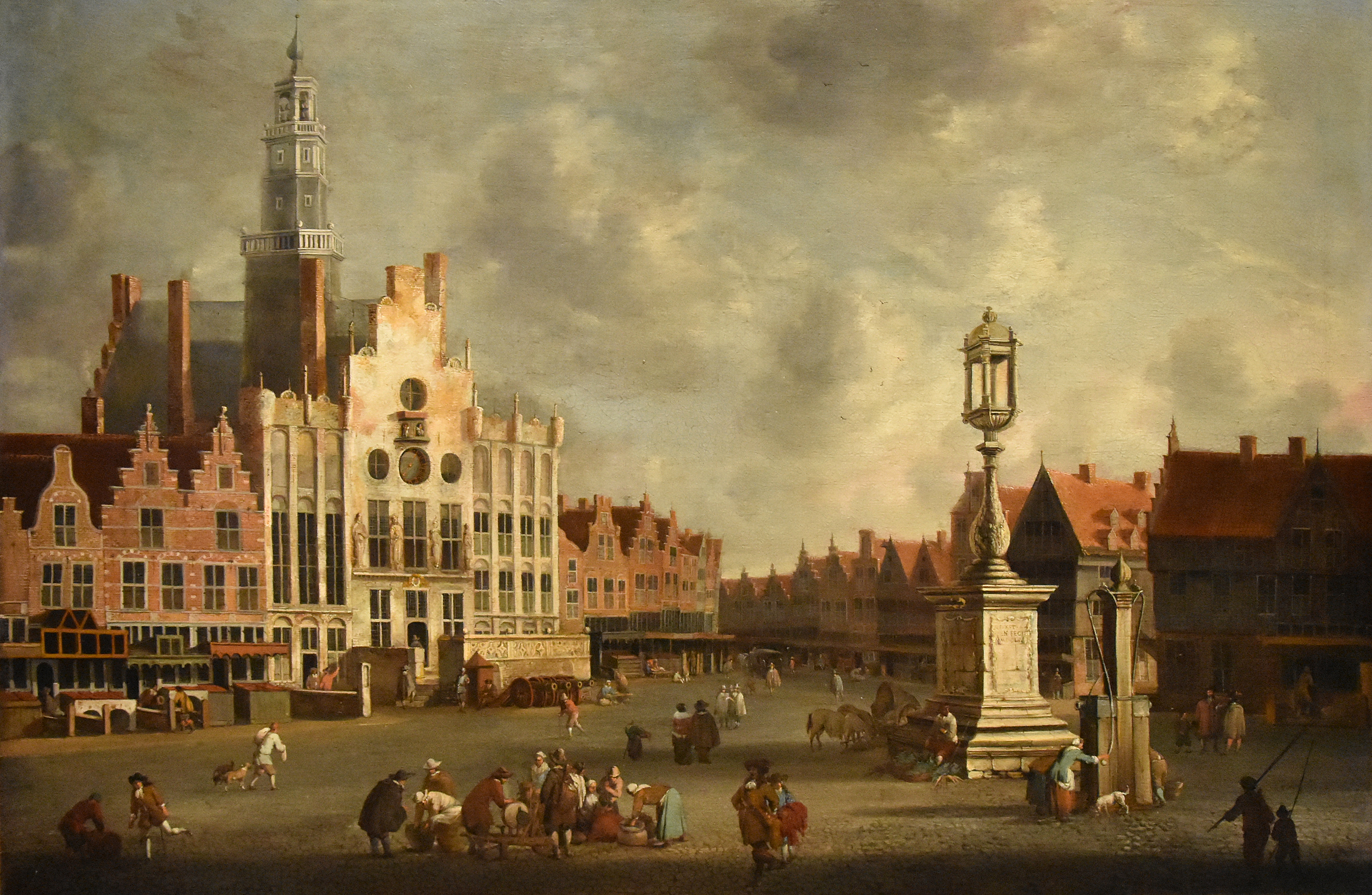
デン･ボスの市場 Noordbrabants Museum
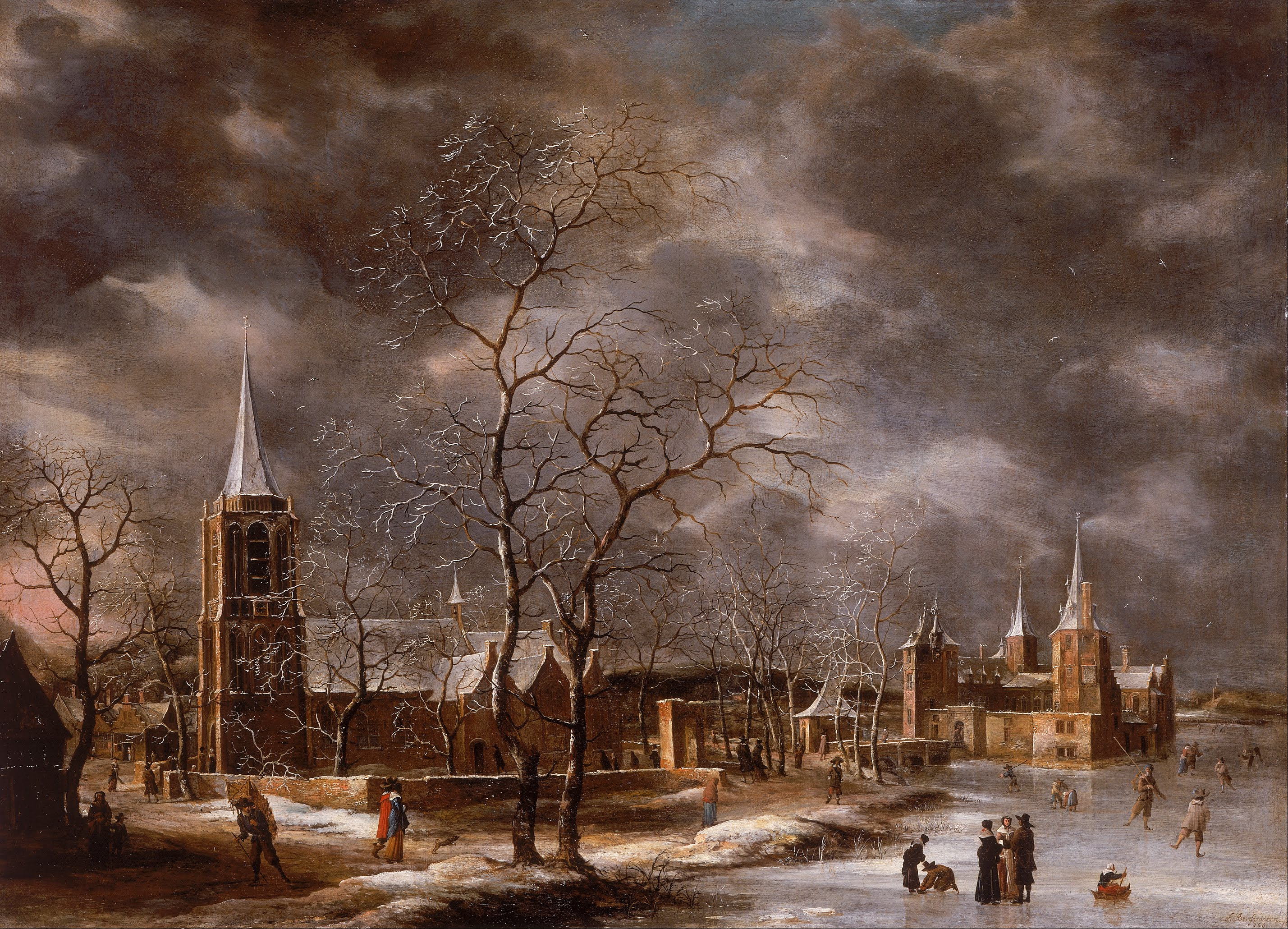
冬のWarmond Castle